# Lois Maikel Martínez
Lois Maikel Martínez González, né le 3 juin 1981 à Cuba, est un athlète cubain, naturalisé espagnol, spécialiste du lancer de disque.

## Carrière
Son record personnel est de 67,45 m obtenu en juillet 2005 à La Havane.
Il est naturalisé espagnol en 2015.

## Palmarès
| Date                    | Compétition                           | Lieu              | Résultat | Marque  |
| ----------------------- | ------------------------------------- | ----------------- | -------- | ------- |
| Représentant Cuba       |                                       |                   |          |         |
| 2000                    | Championnats du monde juniors         | Santiago du Chili | 6e       | 56,94 m |
| 2003                    | Jeux panaméricains                    | Saint-Domingue    | 3e       | 61,36 m |
| 2004                    | Championnats ibéro-américains         | Huelva            | 2e       | 62,08 m |
| 2005                    | Champ. d'Am. centrale et des Caraïbes | Nassau            | 2e       | 59,27 m |
| Représentant l' Espagne |                                       |                   |          |         |
| 2016                    | Championnats d'Europe                 | Amsterdam         | 12e      | 59,27 m |
| 2017                    | Championnats d'Europe par équipes     | Lille             | 6e       | 60,86 m |
| 2018                    | Jeux méditerranéens                   | Tarragone         | 5e       | 58,61 m |
| 2019                    | Championnats d'Europe par équipes     | Bydgoszcz         | 5e       | 59,20 m |
| 2021                    | Coupe d'Europe des lancers            | Split             | 9e       | 60,92 m |

## Records
| Épreuve | Temps   | Lieu    | Date            |
| ------- | ------- | ------- | --------------- |
| Disque  | 67,98 m | Durango | 13 juillet 2019 |